# Franchot Tone
Stanislas Pascal Franchot Tone (ur. 27 lutego 1905 w Niagara Falls, zm. 18 września 1968 w Nowym Jorku) – amerykański aktor sceniczny, filmowy i telewizyjny; nominowany do Oscara za rolę pierwszoplanową w filmie Bunt na Bounty.

## Wybrana filmografia
- 1933: Tańcząca Wenus (Dancing Lady) jako Tod Newton
- 1934: Dziewczyna z Missouri (The Girl from Missouri) jako T.R. Paige, Jr.
- 1935: Bengali jako porucznik Forsythe
- 1935: Dla ciebie tańczę jako Robert Harrison Jr.
- 1935: Bunt na Bounty jako Byam
- 1935: Kusicielka jako Don Bellows
- 1936: Tylko raz kochała (The Gorgeous Hussy) jako John Eaton
- 1937: Dziesięć lat życia (Quality Street) jako Dr Valentine Brown
- 1938: Trzej towarzysze jako Otto Koster
- 1942: Star Spangled Rhythm jako John
- 1944: Dark Waters jako doktor George Grover
- 1948: Każda dziewczyna powinna wyjść za mąż jako Roger Sanford
- 1949: Jigsaw jako Howard Malloy
- 1951: Przybywa narzeczony jako Wilbur Stanley
- 1959: Alfred Hitchcock przedstawia  (serial) jako Oliver Mathews (sezon 4 odc. 28: "The Impossible Dream")
- 1960: Bonanza (serial telewizyjny) (serial) jako Denver McKee (odc. "Denver McKee")